# Боле Оглари
Боле Оглари или Балоглари (на гръцки: Μελισσώνας, Мелисонас, до 1927 година: Μπαλογλαρή, Балоглари) е историческо село в Република Гърция, разположено на територията на дем Кукуш, област Централна Македония.

## География
Селото е било разположено на 550 m в планината Карадаг (Мавровуни) на 5 km югоизточно от Папрат (Пондоираклия).

## История

### В Османската империя
През XIX век Боле Оглари е малко турско село в Авретхисарската каза на Османската империя. В „Етнография на вилаетите Адрианопол, Монастир и Салоника“, издадена в Константинопол в 1878 година и отразяваща статистиката на населението от 1873 година, Балоглу (Baloglou) е посочено като селище в каза Аврет Хисар (Кукуш) с 15 домакинства, като жителите му са 46 мюсюлмани. Според статистиката на Васил Кънчов („Македония. Етнография и статистика“) в 1900 година Бали Огулари има 265 жители, всички турци.

### В Гърция
След Междусъюзническата война селото попада в Гърция. Почти се разпада през Първата световна война. Малкото му останали жители в 1923 година са изселени в Турция и на тяхно място са заселени гърци бежанци. В 1926 година името на селото е променено на Мелисонас, но официално промяната влиза в регистрите в следващата 1927 година. В 1928 година селото е изцяло бежанско с 11 семейства и 27 жители бежанци. По-късно се разпада и жителите му се изселват вероятно в Папрат.
| Година    | 1913 | 1920 | 1928 | 1940 | 1951 | 1961 | 1971 | 1981 | 1991 | 2001 | 2011 | 2021 |
| --------- | ---- | ---- | ---- | ---- | ---- | ---- | ---- | ---- | ---- | ---- | ---- | ---- |
| Население | 250  | 7    | 28   |      |      |      |      |      |      |      |      |      |